# Harry Wahl
Harry August Wahl (17 de julio de 1869-31 de julio de 1940) fue un deportista finlandés que compitió en vela en la clase 10 Metre. Participó en los Juegos Olímpicos de Estocolmo 1912, obteniendo una medalla de plata en la clase 10 Metre.

## Palmarés internacional
| Juegos Olímpicos | Juegos Olímpicos   | Juegos Olímpicos | Juegos Olímpicos |
| Año              | Lugar              | Medalla          | Clase            |
| ---------------- | ------------------ | ---------------- | ---------------- |
| 1912             | Estocolmo (Suecia) | Medalla de plata | 10 Metre         |